# Aquitania
Aquitania – miasto w Kolumbii, w departamencie Boyacá.